# Paralimna limbata
Paralimna limbata är en tvåvingeart som beskrevs av Friedrich Hermann Loew 1862. Paralimna limbata ingår i släktet Paralimna och familjen vattenflugor. Inga underarter finns listade i Catalogue of Life.